# Turó de Montgròs
El Turó de Montgròs, és un poblat i fortificació ibèrica del període del bronze que es troba al terme municipal del Brull dins del Parc Natural del Montseny.
Era una important fortificació amb antecedents en l'edat de bronze, que controlava el coll Formic, una de les vies de penetració a la plana de Vic des de la costa. Cap a l'any 450 aC, s'aixecà una gran muralla de doble parament, precedida d'un fossat, que tancava l'istme de la península del Montgròs (el Brull). Una barrera imponent de 145 m de longitud i 5 m de gruix. A mitjan segle III aC, la fortificació es va reforçar amb una torre central i altres defenses perifèriques.
Actualment, es creu que devia ser la seu d'una guarnició militar permanent en la qual, en èpoques de perill, es podia refugiar la gent de la contrada amb els seus ramats. L'incendi i la destrucció del nucli van coincidir amb el moment més dur de la Segona Guerra Púnica, cap al 205 aC. La fortificació es va tornar a utilitzar probablement del segle X fins al segle xiv. La muralla constitueix el principal atractiu del conjunt arqueològic.
El turó de Montgròs forma part de la ruta dels Ibers del Museu d'Arqueologia de Catalunya.
El jaciment fou localitzat de manera fortuïta l'any 1974. Des d'aleshores, s'hi han fet diferents campanyes d'excavacions arqueològiques i de restauració, que encara continuen avui dia gràcies al Servei de Patrimoni Arquitectònic Local (SPAL) de la Diputació de Barcelona. Aquestes tasques de recerca també han permès valorar el conjunt patrimonial.